# Anderston (stacja kolejowa)
Anderston (ang: Anderston railway station) – stacja kolejowa w Glasgow, w dzielnicy finansowej Anderston, w Szkocji, w Wielkiej Brytanii. Przecina autostradę M8, w pobliżu Anderston West. Jest stacją z peronem wyspowym, który jest w większości położony pod ziemią.

## Historia
Stacja została otwarta w dniu 10 sierpnia 1896 roku, a zamknięto w dniu 3 sierpnia 1959 roku. Otwarta przez Glasgow Central Railway, a następnie przez Caledonian Railway, stał się częścią London, Midland and Scottish Railway w 1923 roku. Stacja następnie została przekazana do Szkockiego Regionu Kolei Brytyjskich do nacjonalizacji w 1948 roku. Została wtedy zamknięta przez British Transport Commission.
Wznowienie British Railways Board i Strathclyde PTE, gdy została wprowadzona prywatyzacja w 1980 roku stacja została przekazana do ScotRail na podstawie porozumienia z PTE do prywatyzacji brytyjskich kolei.
Pierwotny budynek został zburzony w 1968 r., podobnie jak wiele innych historycznych budynków w okolicy, ponieważ leżał na drodze autostrady M8. Stacja ponownie jako część projektu Argyle Line została otwarta w dniu 5 listopada 1979 r., zachowując niektóre elementy z oryginalnej architektury na poziomie peronu.
Na przełomie 2009/10 z usług stacji skorzystało 551 894 pasażerów.